# Cappella di San Jacopo (Castelpulci)
La cappella di San Jacopo è annessa alla villa di Castelpulci e si trova nel comune di Scandicci, in provincia di Firenze.

## Storia
La villa sorse su un antico castello dei Cadolingi poi dei Pulci, trasformato in villa dalle potenti famiglie fiorentine dei Soderini (XV-XVI secolo) e dei Riccardi (XVII-XIX secolo). Intorno al XIII secolo, i Pulci, dotarono il castello di un oratorio privato intitolato a san Jacopo.
L'oratorio venne dato da papa Alessandro VI in beneficio a un suo familiare. Un documento del 1657 afferma che la chiesa si trovava al centro delle dipendenze della villa dei Riccardi.
Nel 1735 la cappella risulta in uno stato di profondo degrado e bisognosa di restauri ma in un cabreo del 1738 la cappella appare ben tenuta e preceduta da una grande scalinata. Probabilmente la chiesa venne prima restaurata esternamente  e poi internamente. In ogni caso nel 1743 i lavori di trasformazione, da edificio romanico a barocco, erano conclusi. I lavori furono svolti per iniziativa di Cosimo Riccardi e comportarono grandi trasformazioni: venne modificata la tribuna, vennero coperti gli affreschi trecenteschi e vennero aggiunte delle ricche decorazioni di gusto barocco.
Nei secoli seguenti la chiesa ha condiviso il destino della villa, divenuta anche un ospedale psichiatrico. Dopo numerosi anni di abbandono la villa e la cappella sono in fase di restauro.

## Descrizione
La cappella è staccata dalla villa e situata al centro del fabbricato di servizio; la sua redazione è settecentesca, anche se la presenza in facciata e sul retro di una tessitura in alberese riporta ad una origine romanica.
L'interno conserva gli elementi della ristrutturazione barocca come gli altari in pietra, la cantoria con l'organo inserito in una mostra di stucco bianco, i confessionali incassati nelle pareti e le finte porte, ma reca i segni del lungo periodo di decadenza.
Nell'intercapedine tra la volta posticcia a e il tetto sono state scoperte tracce di affreschi databili all'ultimo decennio del XIII secolo raffiguranti le Storie di Santa Caterina attribuiti a Grifo di Tancredi (già denominato Maestro di San Gaggio), databili a cavallo tra XIII e XIV secolo, nel momento del rivoluzionario protogiottismo fiorentino. Un altro frammento di affresco scoperto raffigurante la Madonna col Bambino e una Santa è invece databile alla fine del XIV secolo. 